# Сплави-Перші
Сплави-Перші (пол. Spławy Pierwsze) — село в Польщі, у гміні Красник Красницького повіту Люблінського воєводства.
Населення — 347 осіб (2011).

## Демографія
Демографічна структура станом на 31 березня 2011 року:
|          | Загалом | Допрацездатний вік | Працездатний вік | Постпрацездатний вік |
| -------- | ------- | ------------------ | ---------------- | -------------------- |
| Чоловіки | 175     | 30                 | 131              | 14                   |
| Жінки    | 172     | 39                 | 101              | 32                   |
| Разом    | 347     | 69                 | 232              | 46                   |